# San Antonio Dragons
San Antonio Dragons byl profesionální americký klub ledního hokeje, který sídlil v San Antoniu ve státě Texas. V letech 1996–1998 působil v profesionální soutěži International Hockey League. Dragons ve své poslední sezóně v IHL skončily v základní části. Své domácí zápasy odehrával v hale Freeman Coliseum s kapacitou 9 500 diváků.
Založen byl v roce 1996 po přestěhování týmu Peoria Rivermen do San Antonia.

## Přehled ligové účasti
Zdroj: 
- 1996–1997: International Hockey League (Středozápadní divize)
- 1997–1998: International Hockey League (Jihozápadní divize)